# Vasilij Vasiljevič Golicin
Vasilij Vasiljevič Golicin (rusko Василий Васильевич Голицын, Vasilij Vasiljevič Golicin) je bil ruski knez in državnik 17. stoletja, * 1643, Moskva, Rusko carstvo, † 21. april (2. maj) 1714, Prinega.
Vasilij Vasiljevič je pripadal plemiškima družinama Golicin in Romodanovki. Njegov glavni politični nasprotnik je bil njegov bratranec, knez Boris Aleksejevič Golicin.

## Življenje
Golicin je svoje zgodne dni preživel na dvoru carja Alekseja Mihajloviča (vladal 1645-1676), kjer se je postopoma povzpel na položaj bojarja. Leta 1676 so ga poslali v Ukrajino, da bi zaustavil krimske Tatare in sodeloval v čigirinski kampanji med rusko-turško vojno 1676-1681. Osebna izkušnja zaradi neprijetnosti in nevarnosti prevladujočega sistema preferencialov - tako imenovanega mestničestva ali ranga prioritet, ki je stoletja paraliziral ruske vojske - ga je prisilila, da je predlagal njegovo ukinitev, ki jo je car Fjoodor III. izvedel leta 1678.
Med moskovsko majsko vstajo leta 1682 je postal minister za  zunanje zadeve. Med regentstvom Sofije (1682-1689), polsestre Petra Velikega, katere intimni prijatelj je bil, je postal prvi minister in imetnik velikega pečata. Naslov sta pred njim imela samo dva Rusa: Anafasij Ordin-Naščokin (1605-1680) in Artamon Matvejev (1625-1682). V domačih zadevah je bil njegov vpliv nepomemben, v zunanjih zadevah pa je bil zaslužen za sklenitev Nerčinskega sporazuma s Kitajsko (1689), ki je postavil rusko-kitajsko mejo severno od reke Amur, in Večnega mirovnega sporazuma leta 1686 s Poljsko, s katero je Rusija dokončno pridobila Kijev. Rusija je z istim sporazumom vstopila v veliko evropsko zvezo proti Osmanskemu cesarstvu. Golicinova pohoda proti Krimskemu kanatu (1687 in 1689) sta bila neuspešna, zato je postal izjemno nepriljubljen.
Sofija je pri Petru Velikemu z velikimi težavami dosegla, da je poraženega glavnega poveljnika odlikoval in ga prikazal kot zmagovalca. V političnem sporu med Sofijo in Petrom avgusta-septembra 1689 se je postavil na Sofijino stran in skupaj z njo propadel. Peter mu je prizanesel, vendar mu je zasegel posesti in ga izgnal v Kargopol, Mezen in nazadnje v Holmogor, kjer je 21. aprila 1714 umrl.

## Osebnost
Golicin je bil nenavadno dobro izobražen. Bil je velik prijatelj tujcev, ki so ga na splošno imeli za "velikega Golicina". Uvedel je nekaj drastičnih reform, na primer ukinitev tlačanstva, in spodbujal versko strpnost in razvoj industrijskih podjetij. Ker se je rad izogibal vsem oblikam nasilja in represije, je bil njegov program bolj previden in realističen od programa Petra Velikega. Izvedbo vseh načrtov so mu preprečili politični pretresi.